# Charles Octave Blanchard
Pour les articles homonymes, voir Blanchard.
Charles Octave Blanchard, né le 12 août 1814 à Brest et décédé le 12 juillet 1842 à Paris, était un peintre d'histoire et portraitiste français.

## Biographie
Fils d'un garde-magasin des vivres de la Marine, il intègre l'École des beaux-arts de Paris où il obtient en 1836, à 21 ans, le second premier grand prix de Rome derrière Dominique Papety, son condisciple à l'atelier de Léon Cogniet. Il devance Jean Murat pour le second grand prix en ayant mieux traité le sujet : Moïse devant le rocher sur lequel il frappe pour en faire jaillir une source, sous le titre : Le Frappement du Rocher. En 1841, Blanchard est pensionnaire à la Villa Médicis à Rome où il brosse, outre son autoportrait, le portrait de son condisciple Charles Gounod, lauréat du grand prix de composition musicale (tous deux aujourd'hui au Musée de la vie romantique, Hôtel Scheffer-Renan à Paris.)
Il meurt prématurément à son retour à Paris à l'âge de 27 ans.

## Œuvres dans les collections publiques

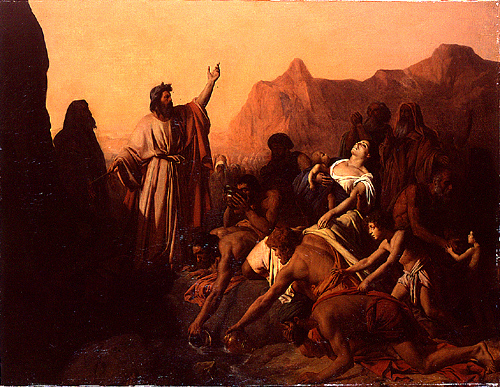
Charles-Octave Blanchard Le frappement du rocher (1836)

- Le Frappement du Rocher (1836), Musée de l'École nationale supérieure des beaux-arts de Paris.
- Tobie guérissant son père en présence de l'ange (1836), Musée des beaux-arts de Bordeaux.
- « Portrait du compositeur Charles Gounod (Rome, 1841) », Musée de la vie romantique, Hôtel Scheffer-Renan, Paris.
- Autoportrait (Rome, 1841), Musée de la vie romantique, Hôtel Scheffer-Renan, Paris.
- Cérès, Musée Ingres, Montauban.
- Tobie rendant la vue à son père, Esquisse pour le concours du Prix de Rome de 1835, huile sur toile, 38,5 x 49 cm, musée des Beaux-Arts d'Orléans[2].

## Récompenses
- Second Premier Grand Prix de Rome de 1836.